# 秦尚明
秦尚明（？—1609年），號湛君，河南開封府太康县人，明朝政治人物、同進士出身。

## 生平
嘉靖壬戌（1562年）十一月初九日生。萬曆七年（1579年）己卯科河南鄉試舉人，十七年（1589年），登己丑科進士。吏部觀政，十月告病。二十年授浙江蕭山縣知縣，萬曆二十二年（1594年），接替李開春，擔任南直隶常州府宜興縣知縣，后由王以寧接任知縣。二十七年升户部主事，管通州倉，二十九年升郎中，延宁管粮，三十四年升山东副使，三十五年調阳和兵备副使，三十六年升陕西參政，三十七年卒。